# HD 41269
HD 41269，又名BD+33 1236，SAO 58727、HR 2139，是一颗恒星，视星等为6.23，位于銀經178.1，銀緯6.02，其B1900.0坐标为赤經5h 58m 57.8s，赤緯+33° 6.02′ 18″。